# 마와타리 준키
마와타리 준키(일본어: 馬渡 隼暉, 1996년 10월 3일 ~ )는 일본의 축구 선수이다.

## 구단 경력
그는 2015년부터 2021년까지 J리그의 카탈레 도야마에서 활동하였다.